# Точниця (село)
Точниця (словац. Točnica) — село, громада округу Лученець, Банськобистрицький край, центральна Словаччина, регіон Новоград. Кадастрова площа громади — 11,92 км².
Населення 417 осіб (станом на 31 грудня 2017 року).

## Історія
Точніца згадується в 1467 році.

## Географія
Протікає потік Точніца.

## Населення
| Рік:            | 1994. | 2004.    | 2014.    | 2024.   |
| --------------- | ----- | -------- | -------- | ------- |
| Кількість осіб: | 293   | 323      | 399      | 392     |
| Різниця:        |       | +10,23 % | +23,52 % | -1,75 % |

| Рік:            | 2023. | 2024.   |
| --------------- | ----- | ------- |
| Кількість осіб: | 394   | 392     |
| Різниця:        |       | -0,50 % |